# Brachiaria ruziziensis
Brachiaria ruziziensis är en gräsart som beskrevs av Jacques Nicolas Ernest Germain de Saint-Pierre och Charles Marie Evrard. Brachiaria ruziziensis ingår i släktet Brachiaria och familjen gräs. Inga underarter finns listade i Catalogue of Life.